# Peças intercambiáveis

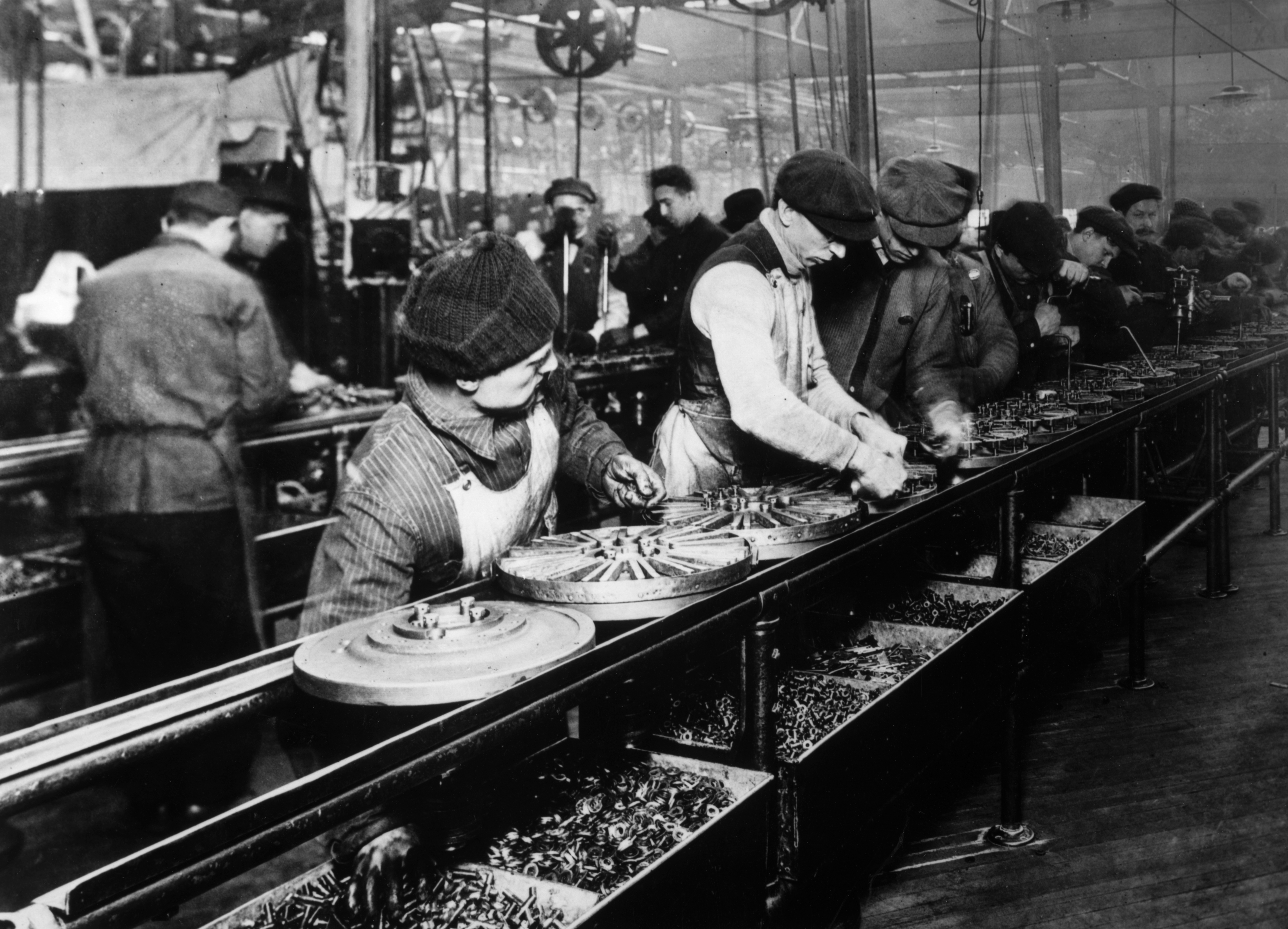
A Ford costumava usar peças intercambiáveis entre os modelos de carros para economizar custos, mas gradualmente diminuiu depois de perder participação de mercado para a Chevrolet

Peças intercambiáveis são peças (componentes) que são, para fins práticos, idênticos. Eles são feitos de acordo com especificações que garantem que sejam quase idênticos a ponto de se encaixarem em qualquer montagem do mesmo tipo. Uma dessas peças pode substituir livremente a outra, sem qualquer encaixe personalizado, como lima. Essa intercambialidade permite fácil montagem de novos dispositivos e fácil reparo de dispositivos existentes, ao mesmo tempo que minimiza o tempo e a habilidade necessária da pessoa que faz a montagem ou o reparo.

## Conceito e aplicação
O conceito de intercambiabilidade foi crucial para a introdução da linha de montagem no início do século XX e se tornou um elemento importante de algumas manufaturas modernas, mas está ausente em outras indústrias importantes.
A intercambialidade de peças foi alcançada pela combinação de uma série de inovações e melhorias nas operações de usinagem e a invenção de várias máquinas-ferramenta, como o torno de descanso deslizante, torno de rosqueamento, torno revólver, fresadora e plaina de metal. Inovações adicionais incluíram gabaritos para guiar as ferramentas da máquina, acessórios para segurar a peça de trabalho na posição adequada e blocos e medidores para verificar a precisão das peças acabadas. A eletrificação permitiu que máquinas-ferramentas individuais fossem movidas por motores elétricos, eliminando os acionamentos de eixo de linha de motores a vapor ou hidráulicos e permitindo velocidades mais altas, tornando possível a fabricação moderna em larga escala. As máquinas-ferramentas modernas geralmente têm controle numérico (NC), que evoluiu para CNC (controle numérico computadorizado) quando os microprocessadores se tornaram disponíveis.